# سيلبوفوت
سيلبوفوت (بالإنجليزية: Selbuvott)‏ (المعروف أيضًا باسم قفاز سيلبو) هو قفاز صوفي محبوك، يعتمد على نمط من سيلبو في النرويج، وهو مِثل جميع القفازات، فإن الغرض مِنه هو الحفاظ على دفء اليدين خلال فصل الشتاء، مع وجود مساحة كبيرة للأصابع وقسم منفصل أصغر للإبهام، النمط هو سيلبوروز، وهي وردة تقليدية من منطقة سيلبو، على شكل ثماني النوى، قامت ماريت جولديستبرووا إمستاد (من مواليد 1841) بحياكة النمط لأول مرة في زوج من القفازات في عام 1857، وباعتها من خلال هوسفليدين في تروندهايم في عام 1897، من المحتمل أن يكون سيلبوفوت هو أكثر أنماط الحياكة شيوعًا في النرويج.

## تقاليد الزواج
على الرغم من أنها تعمل بشكل تقليدي مع لونين فقط، إلا أن أنماط هذه القفازات يمكن أن تكون معقدة للغاية في كثير من الأحيان، لهذا السبب، تم استخدام السيلبوفوت كشكل من أشكال المهر للفتيات الصغيرات لأن السيلبوفوت تطلب قدرًا كبيرًا من الوقت والعناية والممارسة الماهرة من أجل إتقان التقنية والحصول على المظهر المطلوب، تبدأ الفتاة في حياكة هذه القفازات منذ صغرها حتى تتمكن من تقديمها لزوجها المستقبلي وضيوف حفل الزفاف.